# Palazzo Belgioioso (Milano)
Palazzo Belgioioso (o Belgiojoso) è un palazzo storico di Milano situato in piazza Belgioioso n. 2, all'interno del Quadrilatero della moda. Fu progettato da Giuseppe Piermarini per il principe Alberico Barbiano di Belgiojoso. Iniziato nel 1772, venne terminato nel 1787. Viene considerato come una delle migliori espressioni dell'architettura neoclassica a Milano.

## Storia e descrizione

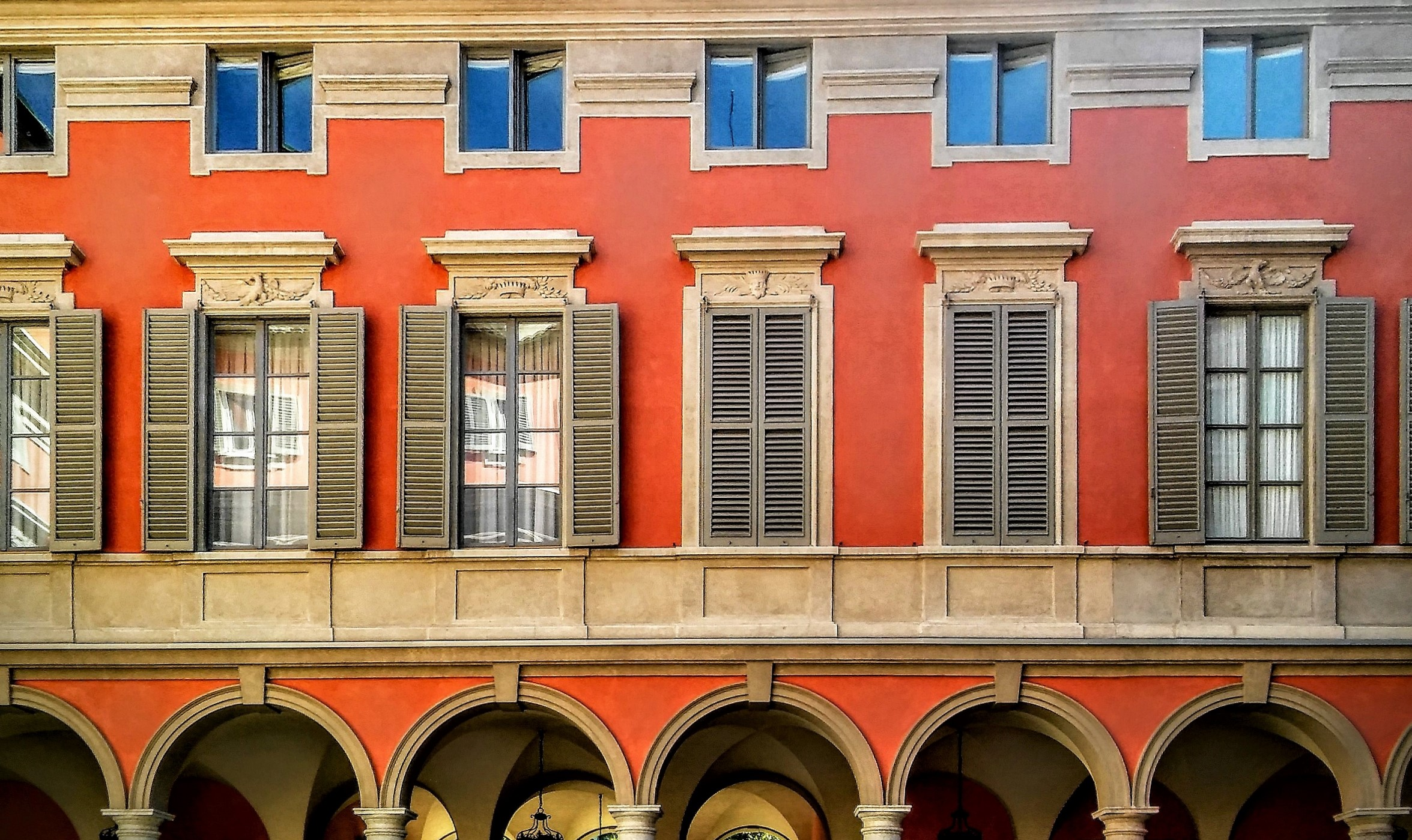
Cortile di palazzo Belgioioso

All'epoca il Piermarini era responsabile della riconversione urbanistica di Milano secondo lo stile neoclassico. Per Palazzo Belgioioso si ispirò al modello di Luigi Vanvitelli della Reggia di Caserta, rielaborandolo e semplificandolo attraverso l'utilizzo di lesene piatte nella fascia superiore dell'edificio, lasciando così lo stile barocco teresiano ed introducendo lo stile che dominerà la trasformazione urbanistica di Milano negli anni successivi. Le lesene scandiscono verticalmente l'andamento orizzontale del fronte del palazzo, sottolineato dal motivo della muratura a linee parallele.
Il Piermarini, che era anche architetto di corte, si occupò della realizzazione del progetto partendo proprio dalle facciate, simmetriche e scandite ciascuna dalla presenza di venticinque finestre e tre portoni d'ingresso. Il fabbricato si svolge attorno ad un cortile centrale e ad altri minori di servizio ai lati. Nel cortile maggiore corrono due ali di porticato ad archi su colonne doriche di granito; sopra le arcate si trovano finestre a cimasa piana riccamente decorata nel fregio con corone, aquile, palme e festoni. Dalla testata destra del portico si accede al grandioso scalone a due rampe, con parapetto e balaustre e grandi vasi decorativi avente le parenti scompartite da lesene ioniche.
Al piano nobile, in parte adibito oggi ad uffici, si apre una serie di sale riccamente decorate dagli stucchi dorati di Giocondo Albertolli e dagli affreschi di Martin Knoller. In particolare, l'affresco nella volta della galleria fu realizzato dall'artista austriaco su soggetto di Giuseppe Parini. Nel fondo del cortile d'onore, sull'asse dell'androne, per un criptoportico in tre campi, si passa a un piccolo giardino.
Nel portico verso l'omonima piazza, sulla testata a sinistra dell'ingresso si erge una scala secondaria continuata fino al secondo piano con un parapetto di ferro lavorato in stile di transizione fra il barocco fiorito e il neoclassico. L'architetto Simone Cantoni intervenne, realizzando la cappella del Palazzo nel 1787.
Di particolare importanza vanno notati gli eleganti bassorilievi dei riquadri tra i due ordini di finestre nella zona superiore dell'edificio. La facciata è poi caratterizzata da un ordine inferiore a bugnato sul quale si impostano i due ordini superiori.
Nel 1991 sono terminati i lavori di ripulitura della facciata, che hanno riportato l'edificio agli antichi splendori.

## Eventi storici
Un'iscrizione posta sulla facciata del palazzo ricorda la presenza nel palazzo del generale russo Aleksandr Vasil'evič Suvorov; il generale soggiornò nel palazzo per tre giorni, dal 18 al 20 aprile del 1799. Suvorov, comandante di una forza composita austro-russa, entrò a Milano senza incontrare resistenza nell'aprile del 1799, nell'ambito delle operazioni militari della Campagna d'Italia contro le forze francesi.
Nel 1973, l'edificio funse da palazzo nobiliare dove vennero girate alcune scene del film Le cinque giornate, con Adriano Celentano.
Raul Gardini di Ravenna viene trovato morto suicida all'interno del palazzo il 23 luglio 1993. All'epoca infuriava l'inchiesta nota come Tangentopoli di cui Gardini era divenuto uno dei protagonisti.